# Charlie Dixon
Charles Edward "Charlie" Dixon (Jersey City, 31 december 1898 – New York, 6 december 1940) was een Amerikaanse banjo-speler, gitarist en arrangeur in de jazz.
Dixon speelde in lokale groepen in Boston en New York en speelde vanaf 1922 korte tijd in de band van Sam Wooding. In 1923 werd hij lid van het orkest van Fletcher Henderson, waarvoor hij, ook nadat hij de band in 1928 verlaten had, arrangementen schreef. Met Henderson maakte hij ook opnames, zowel in kleine als grote groepen en veel van die nummers waren zijn arrangementen. Bij Henderson speelde hij onder meer met Don Redman en Coleman Hawkins. In de jaren twintig begeleidde Dixon zangeressen als Bessie Smith, Ma Rainey, Trixie Smith en Alberta Hunter in de Georgia Jazz Band, naast Louis Armstrong en Fletcher Henderson. In de jaren dertig had hij een band die onder meer de danseres Cora LaRedd begeleidde en arrangeerde hij voor Chick Webb. In zijn loopbaan heeft Dixon overwegend banjo gespeeld, maar er bestaan ook opnames waarop hij gitaar speelt.

## Discografie (selectie)
met Fletcher Henderson
- The Complete Fletcher Henderson (1927-1936) (RCA-opnames), 1976

met Bessie Smith
- The Complete Recordings, Columbia/Sony Legacy, 2012

met Ma Rainey
- Mother of the Blues, JSP, 2007